# Соснина, Александра Никоновна
Александра Никоновна Соснина (06.07.1926—06.12.1989) — звеньевая колхоза «Искра» Ленинск-Кузнецкого района Кемеровской области. Герой Социалистического Труда.

## Биография
Родилась 6 июля 1926 года в Нижегородской губернии (ныне — области). Русская.
Во второй половине 1940-х годов трудилась в колхозе «Искра» Ленинск-Кузнецкого района Кемеровской области, возглавляла звено полеводов в бригаде С. Д. Акимочкина.
В начале 1947 года в колхозе развернулось патриотическое движение за сбор высоких урожаев зерновых и картофеля. Колхозным агрономом А. И. Суховым были созданы 11 постоянных звеньев во главе с людьми, лучше всех освоивших основы агротехники, которые он им сам и преподавал.
После неурожайного из-за засухи 1946 года в следующем, 1947 году звено А. Н. Сосниной получило высокий урожай пшеницы — 23 центнера с гектара, за который она и её бригадир были награждены орденами Трудового Красного Знамени.
По итогам работы в 1948 году её звено получило урожай картофеля 510 центнеров с гектара на площади 3 гектара.
Указом Президиума Верховного Совета СССР от 25 февраля 1949 года за получение высоких урожаев пшеницы, ржи и картофеля в 1948 году Сосниной Александре Никоновне присвоено звание Героя Социалистического Труда с вручением ордена Ленина и золотой медали «Серп и Молот».
Этим же указом высокого звания были удостоены ещё 9 тружеников колхоза «Искра» во главе с председателем колхоза И. П. Денисенко.
После выхода на пенсию Александра Никоновна переехала жить в город Краснодар.
Скончалась 6 декабря 1989 года, похоронена на Славянском кладбище.

## Награды
- Золотая медаль «Серп и Молот» (25.02.1949);
- Орден Ленина (25.02.1949).
- Орден Трудового Красного Знамени (06.03.1948)
- Медаль «За трудовую доблесть»
- Медаль «В ознаменование 100-летия со дня рождения Владимира Ильича Ленина» (6 апреля 1970)
- и другими

## Память
- В Краснодаре установлена мемориальная доска с именами Героев Социалистического Труда Кубани и Адыгеи